# Спринт (Формула-1)

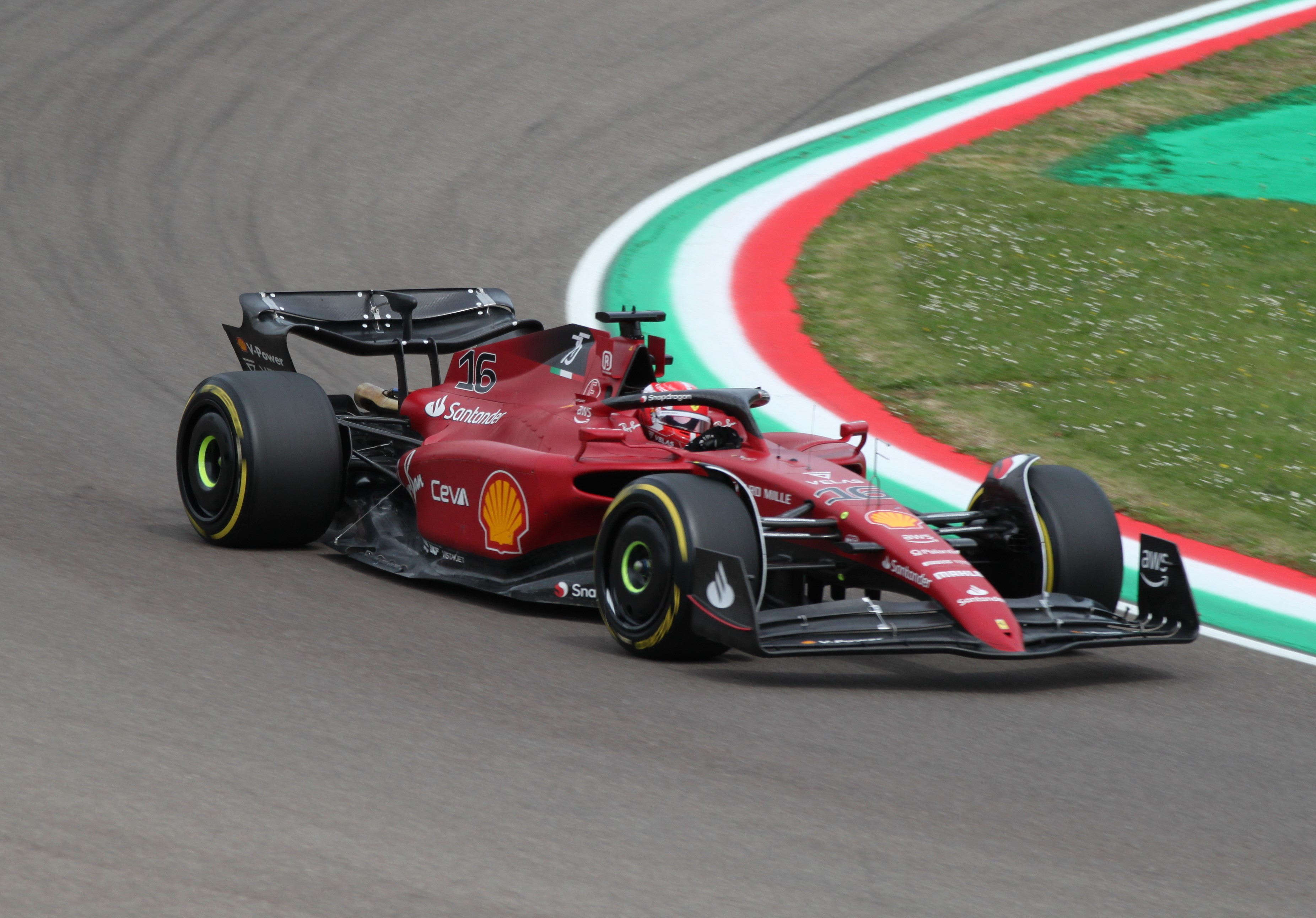
Шарль Леклер під час спринту на Гран-прі Емілії-Романьї 2022

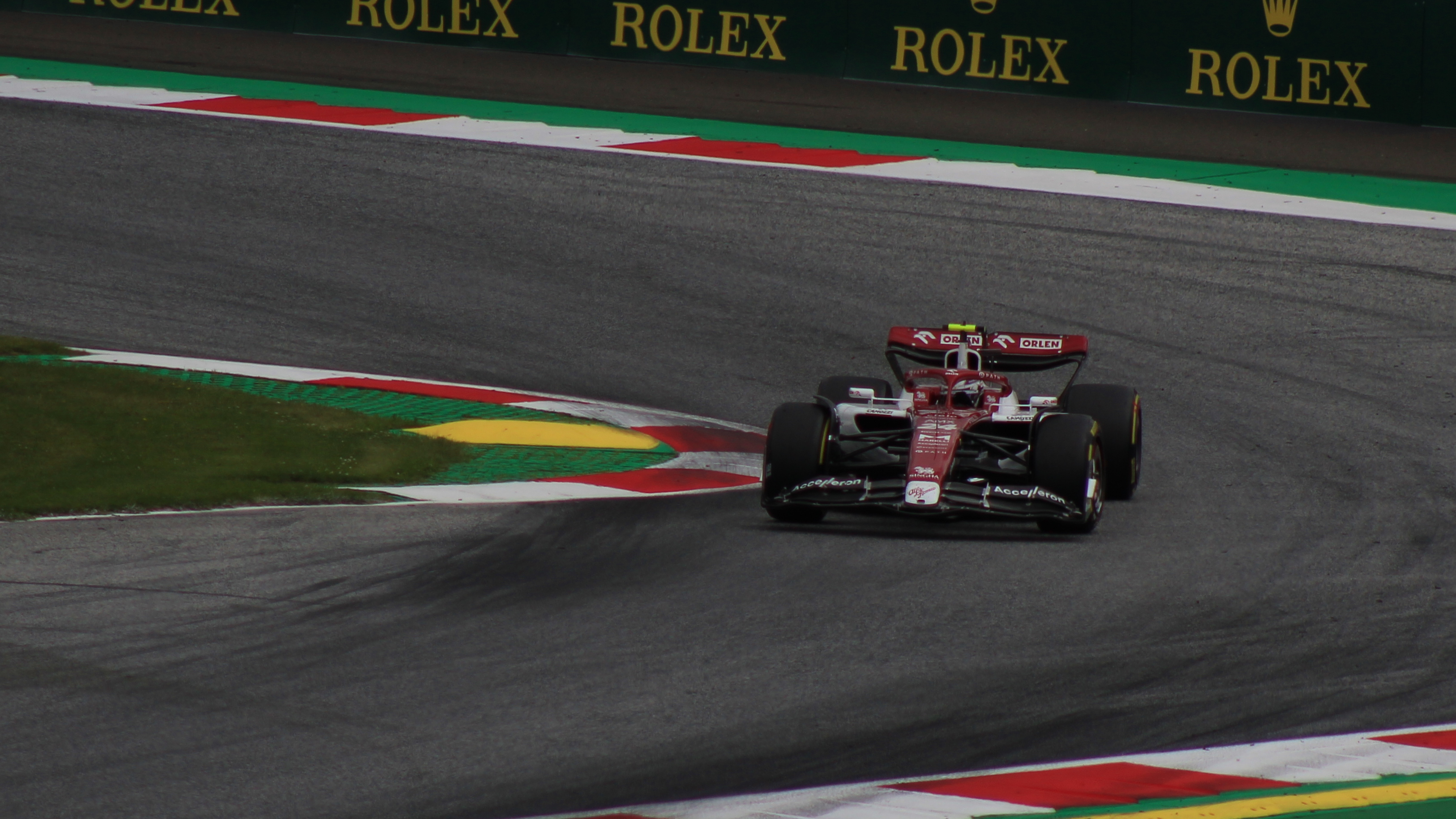
Чжоу Гуаньюй під час спринту на Гран-прі Австрії 2022

Спринт — мінігонка Формули-1. Гонщики повинні проїхати 100 кілометрів без обов'язкової заміни шин. Зазвичай гонка розрахована на 20-30 хвилин. Згідно з правилами введеними в 2022 році 8 перших гонщиків отримують очки: за перше місце дають 8 очок, а за кожну наступну позицію на одне очко менше. Тільки перші три гонщики отримували очки в спринтах 2021 року. Спринт проводиться наступного дня після кваліфікації і за день до гонки. Після спринту відбувається церемонія нагородження, де гонщики отримують медалі, а результати впливають на позиції на старті гонки.

## 2021
Під час чемпіонату Формули-1 у 2021 році було випробувано систему «спринт-кваліфікацій» на трьох Гран-прі — Великої Британії, Італії та Сан-Паулу — де стартова решітка головної гонки в неділю визначалася спринтом на 100 км у суботу. Під час гоночного вікенду із спринт-кваліфікацією сесії в п’ятницю замість звичних двох вільних практик складалися з однієї практики та традиційної кваліфікаційної сесії, яка обмежувалася м’якими шинами та визначала стартову решітку для спринт-кваліфікації. Тільки переможець спринт-кваліфікації вважався таким, що зайняв поул-позишн для головного Гран-прі. Переможець спринт-кваліфікації також отримував кубок, подібний до трофея за здобуття поулу, який присуджувався під час інших гоночних вікендів. Три найкращі пілоти у спринт-кваліфікації у 2021 році отримували очки Чемпіонату світу за системою 3—2—1. Формула-1 спочатку планувала розширити використання формату з трьох подій у 2021 році до шести подій у 2022 році. Генеральний директор McLaren Racing Зак Браун сказав, що ці плани можуть опинитися під загрозою, оскільки команди не зможуть домовитися про те, чи потрібно збільшити обмеження спортивного бюджету (і якщо так, то на скільки), щоб покрити витрати на додаткові спринти.

## 2022

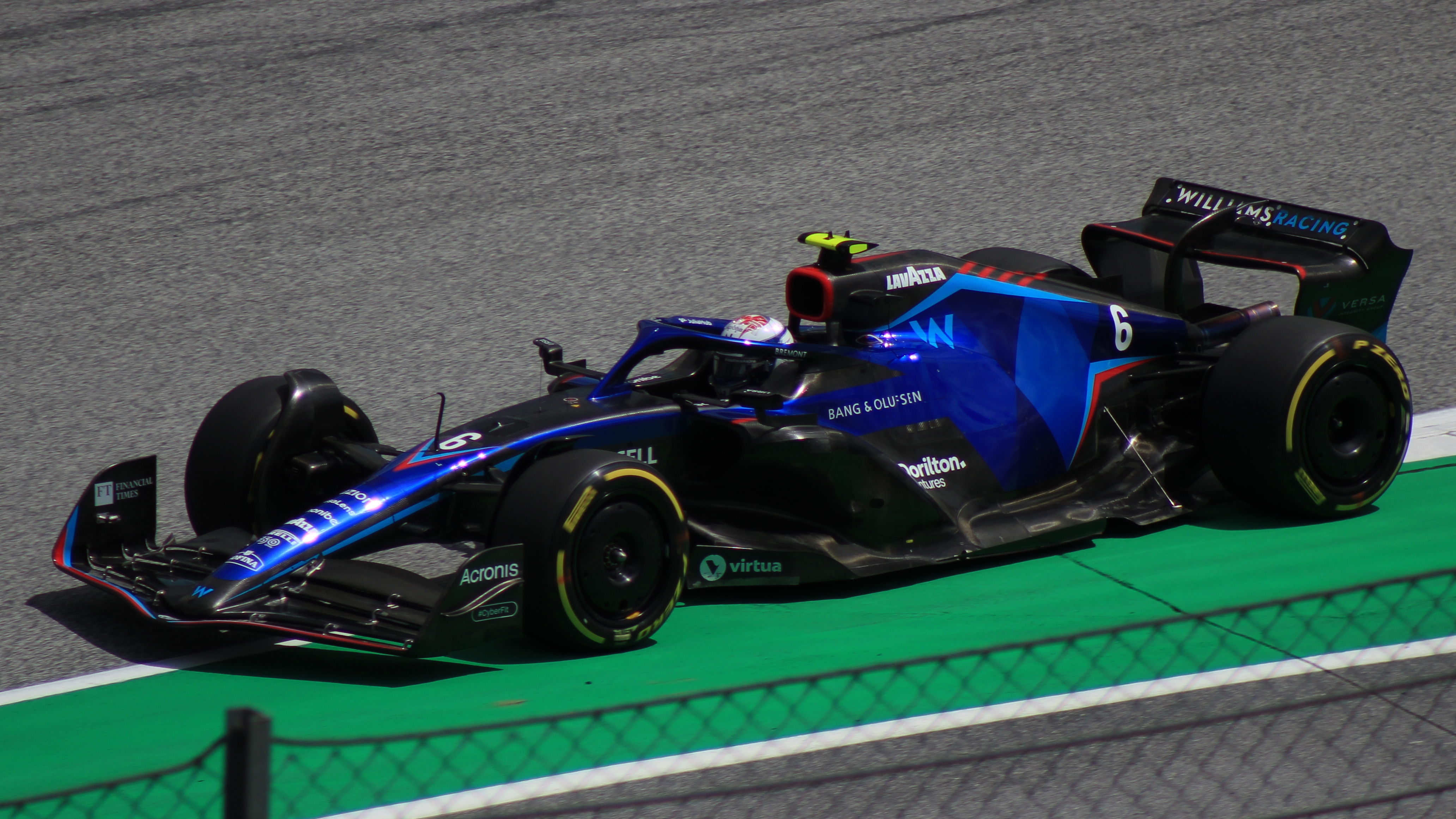
Ніколас Латіфі під час спринту на Гран-прі Австрії 2022

У 2022 році спринти були проведені на гран-прі Емілії Романьї , Австрії та Сан-Паулу. 8 перших гонщиків отримували очки наступним чином: за перше місце давали 8 очок, а за кожну наступну позицію на одне очко менше. 
3 лютого 2022 року було повідомлено, що Формула-1 запропонувала компромісний план щодо проведення трьох спринтів у 2022 році (стільки ж, що й у 2021 році), щоб гарантувати, що цей формат не буде повністю виключений з чемпіонату 2022 року. У сезоні 2022 року «спринт-кваліфікація» була перейменована на «спринт». Формат гоночного вікенду не змінився з 2021 року та проводився на Гран-прі Емілії-Романьї, Австрії та Сан-Паулу, причому очки тепер нараховувалися восьми найкращим, а не трьом, як це було у 2021 році. На відміну від сезону 2021, пілот, який встановив найшвидший час у кваліфікації, вважався офіційним поул-сітером (якщо не був оштрафований), а переможець спринту продовжував мати право стартувати в основній гонці з першої позиції на стартовій решітці. 

## 2023
Наприкінці 2022 року було оголошено, що в наступному сезоні спринти будуть проведені під час шести Гран-прі: Азербайджану, Австрії, Бельгії, Катару, США та Сан-Паулу. Також розглядалася ідея зробити спринт повністю «окремим» у 2023 році, тобто результат спринтерської гонки більше не буде визначати стартову решітку для основної гонки. Ці плани були схвалені за кілька днів до Гран-прі Азербайджану 2023 року — першої з шести подій у календарі 2023 року, яка передбачає формат спринту. Формат гоночного вікенду з спринтом у 2023 році включав п’ятницю, що складалася з однієї вільної практики, за якою слідувала кваліфікація, яка визначала стартову решітку для основної гонки в неділю; а в суботу відбулася спеціальна кваліфікаційна сесія («спринт-перестрілка», англ. sprint shootout), яка встановила стартову решітку для спринтерської гонки, яка також відбулася в суботу пізніше. На відміну від 2021 і 2022 років, фінішні позиції в спринті не мають жодного відношення до позицій на стартовій решітці основної гонки в неділю.

## Результати
| Сезон | Гран-прі                  | Траса                         | Переможець       | Конструктор      | Звіт |
| ----- | ------------------------- | ----------------------------- | ---------------- | ---------------- | ---- |
| 2021  | Гран-прі Великої Британії | Автодром Сільверстоун         | Макс Ферстаппен  | Ред Булл - Хонда | Звіт |
| 2021  | Гран-прі Італії           | Автодром Монца                | Вальттері Боттас | Мерседес         | Звіт |
| 2021  | Гран-прі Сан-Паулу        | Автодром Жозе Карлуса Пачі    | Вальттері Боттас | Мерседес         | Звіт |
| 2022  | Гран-прі Емілії-Романьї   | Автодром Енцо та Діно Феррарі | Макс Ферстаппен  | Ред Булл-RBPT    | Звіт |
| 2022  | Гран-прі Австрії          | Ред Булл Ринг                 | Макс Ферстаппен  | Ред Булл-RBPT    | Звіт |
| 2022  | Гран-прі Сан-Паулу        | Автодром Жозе Карлуса Пачі    | Джордж Расселл   | Мерседес         | Звіт |
| 2023  | Гран-прі Азербайджану     | Вулична траса Баку            | Серхіо Перес     | Ред Булл-RBPT    | Звіт |
| 2023  | Гран-прі Австрії          | Ред Булл Ринг                 | Макс Ферстаппен  | Ред Булл-RBPT    | Звіт |
| 2023  | Гран-прі Бельгії          | Траса Спа-Франкоршам          |                  |                  | Звіт |
| 2023  | Гран-прі Катару           | Міжнародна траса Лусаїл       |                  |                  | Звіт |
| 2023  | Гран-прі США              | Траса Америк                  |                  |                  | Звіт |
| 2023  | Гран-прі Сан-Паулу        | Автодром Жозе Карлуса Пачі    |                  |                  | Звіт |

## Переможці
| Макс Ферстаппен (4 перемоги) | Вальттері Боттас (2 перемоги) | Джордж Расселл (1 перемога) | Серхіо Перес (1 перемога) |
| ---------------------------- | ----------------------------- | --------------------------- | ------------------------- |

| № | Пілот            | Перемоги | Перша перемога                 | Остання перемога           | Прим.  |
| - | ---------------- | -------- | ------------------------------ | -------------------------- | ------ |
| 1 | Макс Ферстаппен  | 4        | Гран-прі Великої Британії 2021 | Гран-прі Австрії 2023      | [ 18 ] |
| 2 | Вальттері Боттас | 2        | Гран-прі Італії 2021           | Гран-прі Сан-Паулу 2021    | [ 19 ] |
| 3 | Джордж Расселл   | 1        | Гран-прі Сан-Паулу 2022        | Гран-прі Сан-Паулу 2022    | [ 20 ] |
| 3 | Серхіо Перес     | 1        | Гран-прі Азербайджану 2023     | Гран-прі Азербайджану 2023 | [ 21 ] |